# Sulding
Sulding ist ein Gemeindeteil der Gemeinde Hohenpolding im Landkreis Erding in Bayern.

## Geographie
Sulding liegt 3 Kilometer nördlich von Hohenpolding.

## Geschichte
Die katholische Filialkirche Hl. Kreuzauffindung in Sulding ist in ihrer heutigen Form 1703 durch Anton Kogler erbaut worden. Chor und Turm sind im Kern aber spätgotisch.
Mit dem bayerischen Gemeindeedikt von 1818 wurde die Gemeinde Sulding begründet. Sie umfasste folgende Orte:
| - Berghof - Brandstätt - Buchöd - Bürg - Dickarting - Diemating - Fuchsöd - Großaign - Gurnhub - Helding | - Hilg - Hof - Hofstätt - Holzmann - Holzner - Karbaum - Kirchstetten (abgeg.) - Kleinaign - Kleinstadl - Krumbach | - Maierhof - Marxgrub - Penk - Penning - Perzau - Pfauhub - Pilstl - Quick - Reitgarten - Resenöd | - Schachten - Schreff am Stadl (abgeg.) - Schwarzenberg - Sinzing - Starzell - Steckenbühl - Sulding - Umkehr - Waltersberg - Wastlöd | - Wimmberg - Zeil |

Die Gemeinde Sulding hatte im Jahr 1964 564 Einwohner und umfasste eine Fläche von 16,72 km². Im Zuge der kommunalen Neuordnung Bayerns wurde am 1. Januar 1972 die Gemeinde nach Hohenpolding eingegliedert.